# Beziehungen zwischen Bangladesch und den Vereinigten Staaten
Die Beziehungen zwischen Bangladesch und den Vereinigten Staaten sind das zwischenstaatliche Verhältnis zwischen der Volksrepublik Bangladesch und den Vereinigten Staaten von Amerika. Die Vereinigten Staaten gehören zu Bangladeschs wichtigsten Handelspartnern sowie Investoren und sind ein bedeutender Entwicklungshilfepartner, denn seit 1971 stellten sie über 8 Milliarden US-Dollar an Unterstützung für Bangladesch bereit. Bangladesch ist umgekehrt ein wichtiger regionaler Partner der USA in Südasien und im Indo-Pazifik. Laut einer Bevölkerungsumfrage von 2014 hatten 76 % der Bangladescher eine positive Haltung zu den Vereinigten Staaten, womit Bangladesch eines der wenigen mehrheitlich muslimischen Länder war, in denen die Mehrheit der Bevölkerung proamerikanisch eingestellt ist.

## Geschichte

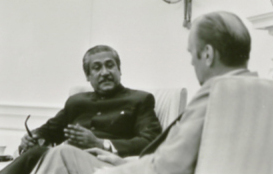
Bangladeschs Staatsgründer Mujibur Rahman mit Gerald Ford im Weißen Haus (1974)

Die Beziehungen zwischen Bengalen und den Vereinigten Staaten lassen sich bis ins Jahr 1792 zurückverfolgen, als Präsident George Washington Benjamin Joy als ersten amerikanischen Gesandten für die Präsidentschaft Bengalen ernannte. Die Britische Ostindien-Kompanie weigerte sich zunächst, den Gesandten zu akzeptieren, aber schließlich wurde ein amerikanisches Konsulat in Kolkata eingerichtet. Dieses war eine der ersten diplomatischen Vertretungen der Vereinigten Staaten in Asien. Es war für ein riesiges Gebiet verantwortlich, welches bis nach Aden, Chittagong und Burma reichte. Im Zweiten Weltkrieg waren im Rahmen des Burmafeldzugs umfangreiche amerikanische Marine-, Luft- und Armeekräfte in Ostbengalen stationiert. Die Vereinigten Staaten richteten am 29. August 1949 ein Generalkonsulat in Dhaka ein. In den frühen Jahren des Kalten Krieges waren die USA ein enger Verbündeter von Pakistan (das heutige Bangladesch bildete Ostpakistan). In den 1960er Jahren waren deshalb amerikanische Lehrer, Unternehmer und Aufbauhelfer in Ostpakistan präsent.
Nach dem Bangladesch-Krieg 1971 (Unabhängigkeitskrieg gegen Westpakistan) zögerte die US-Regierung zunächst, die neue Nation diplomatisch anzuerkennen, da Pakistan ein enger Verbündeter der USA war. Einzelne US-Diplomaten – wie der Generalkonsul in Dhaka, Archer K. Blood – protestierten jedoch intern gegen die Untätigkeit Washingtons angesichts der Gräueltaten in Ostpakistan und in New York wurde das Konzert für Bangladesch organisiert. Die Linie der USA ging vor allem auf Präsident Richard Nixon und seinen Außenminister Henry Kissinger zurück, der ein unabhängiges Bangladesch für überlebensunfähig hielt und es als basket case ("hoffnungslosen Fall") abstempelte. Am 4. April 1972 erkannte die Nixon-Regierung Bangladesch schließlich offiziell als unabhängigen Staat an und nahm diplomatische Beziehungen auf, nachdem die pakistanischen Streitkräfte aus Bangladesch vertrieben waren. Im Mai 1972 wurde das US-Konsulat in Dhaka in eine Botschaft umgewandelt. 1974 besuchte Bangladeschs Premierminister Mujibur Rahman die Vereinigten Staaten und traf Präsident Gerald Ford im Weißen Haus, was die jungen bilateralen Beziehungen weiter festigte. In den späten 1970er-Jahren verbesserten sich die Beziehungen deutlich, insbesondere nachdem Präsident Ziaur Rahman marktwirtschaftliche Reformen einleitete und Bangladesch eine gemäßigt blockfreie Außenpolitik verfolgte. 1983 reiste Staatspräsident Hussain Muhammad Ershad zu Gesprächen ins Weiße Haus; US-Präsident Ronald Reagan lobte Bangladesch dabei für seine konstruktive Rolle in regionalen Fragen trotz dessen Zugehörigkeit zur Blockfreien-Bewegung.

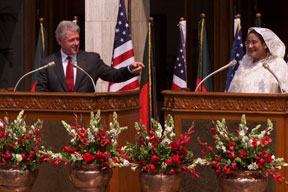
Bill Clinton in Bangladesch (2000)

Nach der Rückkehr zur Demokratie 1991 – mit dem Amtsantritt von Premierministerin Khaleda Zia – intensivierten sich die politischen und wirtschaftlichen Kontakte weiter. 1991 leisteten US-Streitkräfte nach einem verheerenden Bangladesch-Zyklon umfangreiche humanitäre Hilfe in Bangladesch mit der Operation Sea Angel, eine der größten militärischen Hilfsaktionen bis dahin. Im März 2000 besuchte US-Präsident Bill Clinton als erstes amerikanisches Staatsoberhaupt Bangladesch und sagte verstärkte wirtschaftliche Kooperation und Unterstützung zu. In den 2000er-Jahren kooperierten die beiden Länder verstärkt bei der Terrorismusbekämpfung, und Bangladesch erhielt umfangreiche Entwicklungsunterstützung durch die US-Entwicklungsbehörde USAID. 2012 initiierten Dhaka und Washington einen jährlichen Partnerschaftsdialog, um die bilaterale Zusammenarbeit in Bereichen wie Handel, Sicherheit, Regierungsführung und Klimaschutz strategisch zu vertiefen. Im Dezember 2021 verhängten die USA jedoch Sanktionen gegen die bangladeschische Eliteeinheit Rapid Action Battalion (RAB) sowie mehrere ihrer Kommandeure wegen mutmaßlicher schwerer Menschenrechtsverletzungen, was von der bangladeschischen Regierung scharf kritisiert wurde.

## Wirtschaftsbeziehungen
Die USA sind der wichtigste Abnehmer bangladeschischer Exporte (insbesondere von Textilien). Das bilaterale Handelsvolumen beläuft sich Mitte der 2020er Jahre auf rund 10 Milliarden US-Dollar jährlich, davon waren knapp 8 Milliarden Dollar amerikanische Importe.  Bangladesch exportiert vor allem Kleidung, Textilien, Lederwaren und Meereserzeugnisse in die USA, während amerikanische Lieferungen nach Bangladesch insbesondere landwirtschaftliche Erzeugnisse (wie Getreide, Sojabohnen und Baumwolle), Maschinen, Elektronik, Flugzeuge und chemische Produkte umfassen. Mehrere US-Unternehmen, etwa im Energiesektor oder der Bekleidungsindustrie, gehören zu den größten ausländischen Investoren. Zudem unterstützt die US-Regierung Bangladesch mit Entwicklungsprogrammen und gewährte zeitweise Handelspräferenzen, um die wirtschaftliche Entwicklung des Landes zu fördern.

## Sicherheitsbeziehungen

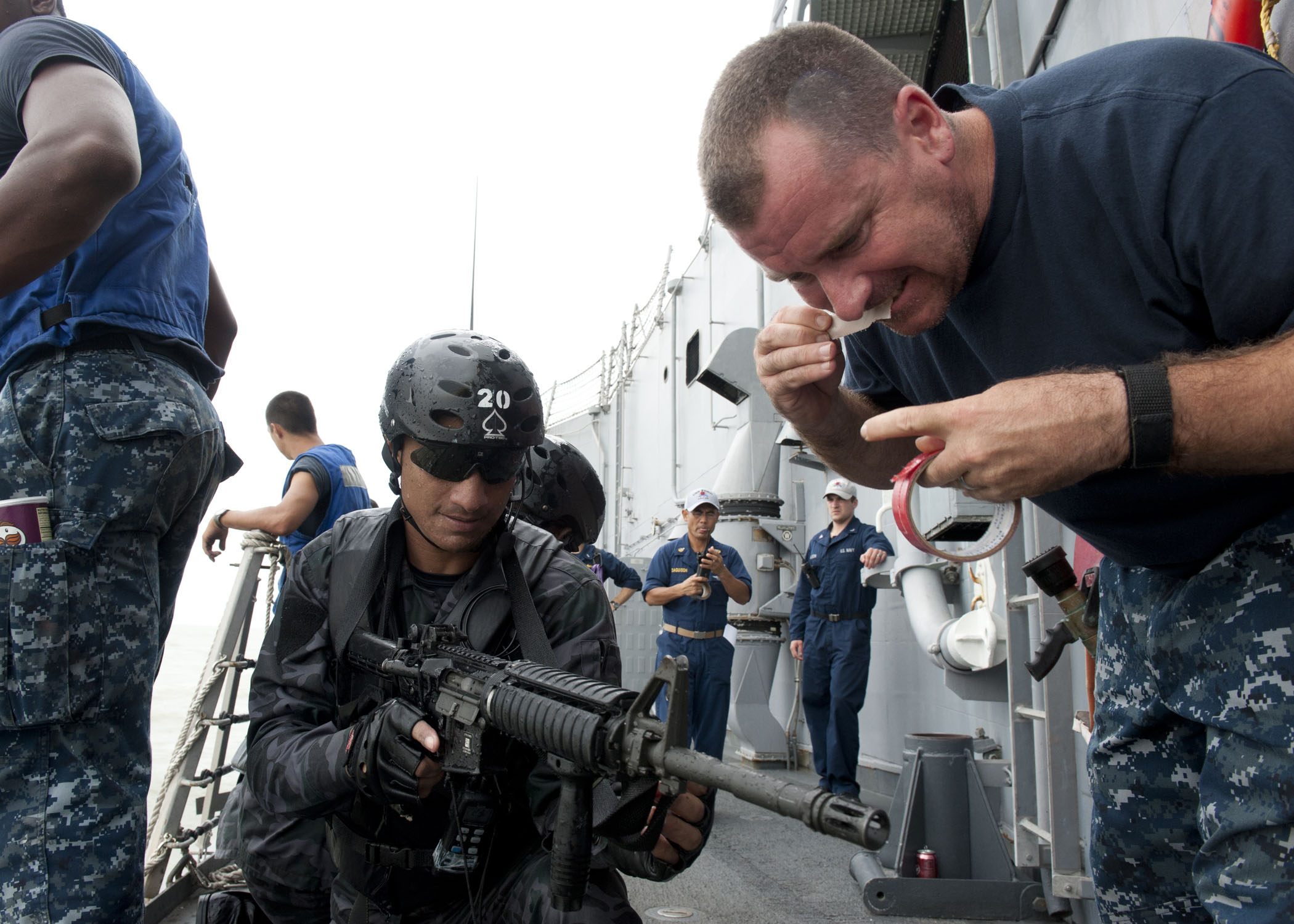
Streitkräfte bei einer amerikanisch-bangladeschischen Marineübung (2011)

Auch in Verteidigungs- und Sicherheitsfragen arbeiten beide Staaten eng zusammen. Die Streitkräfte Bangladeschs nehmen regelmäßig an gemeinsamen Manövern und Ausbildungsprogrammen mit den US-Streitkräften teil, etwa an der jährlichen Marineübung CARAT im Golf von Bengalen oder dem bilateralen Armee-Manöver Tiger Lightning, um die Einsatzfähigkeit und Zusammenarbeit zu stärken. Die USA leisten Militärhilfe und unterstützen die Modernisierung der bangladeschischen Armee – so überließen sie 2013 der bangladeschischen Marine zwei ausgemusterte Hochsee-Küstenwachenschiffe der Hamilton-Klasse. Darüber hinaus findet ein sicherheitspolitischer Dialog zu Themen wie Terrorismusbekämpfung, maritimer Sicherheit, Cybersicherheit und der Stärkung von Strafverfolgungsbehörden statt.
Bangladesch ist einer der größten Truppensteller für UN-Friedensmissionen, wobei US-Programme bei Ausbildung und Ausstattung dieser Friedenskräfte helfen. In humanitären Krisen arbeiten die Länder ebenfalls eng zusammen: Die USA leisteten z. B. umfangreiche Hilfe nach Naturkatastrophen in Bangladesch (etwa nach dem Zyklon von 1991) und unterstützen das Land bei der Bewältigung der Rohingya-Flüchtlingskrise seit 2017 mit humanitärer Hilfe und diplomatischer Rückendeckung.

## Migration
2014 lebten knapp 277.000 Migranten aus Bangladesch aus den Vereinigten Staaten. Die meisten Bangladescher lebten in der New York Metropolitan Area im südlichen New York sowie New Jersey sowie in Kalifornien und Texas.